# Margarita de Artois

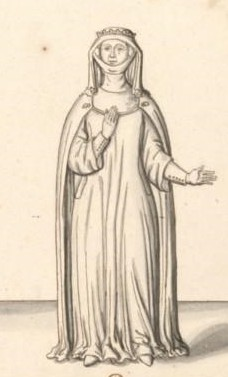
Margarita de Artois.

Margarita de Artois (1285-1311) fue la hija mayor del conde Felipe de Artois y de su esposa, Blanca de Bretaña. Fue miembro de la Casa de Artois. Por su matrimonio con Luis de Francia, Margarita era condesa de Évreux. Todas sus hijas obtuvieron buenos matrimonios políticos.

## Matrimonio y descendencia
Margarita se casó con Luis, conde de Évreux en el Hotel de Évreux, en París, hijo del rey Felipe III de Francia con su segunda esposa, María de Brabante. La pareja tuvo cinco hijos:
1. María (1303-31 de octubre de 1335), casada en 1311 con el duque Juan III de Brabante.
2. Carlos (1305-1336), conde de Étampes, se casó con María de la Cerda, señora de Lunel, hija de Fernando de la Cerda.
3. Felipe (1306-1343), se casó con la reina Juana II de Navarra.
4. Margarita (1307-1350), casada en 1325 con Guillermo XII de Auvernia. Fue la madre de Juana I de Auvernia.
5. Juana (1310-1370), se casó con el rey Carlos IV de Francia.

Margarita murió en París y fue enterrada en la iglesia ahora demolida del Convento de los Jacobinos con su marido y sus cinco hijos. Margarita murió a los veinticinco o veintiséis años de edad.